# Placonotus macrognathus
Placonotus macrognathus là một loài bọ cánh cứng trong họ Laemophloeidae. Loài này được Thomas miêu tả khoa học năm 1984.